# Juvonte Reddic
Juvonte Reddic (Winston-Salem, 23 maggio 1992) è un cestista statunitense.

## Palmarès
- Campionato ungherese: 1

Falco Szombathely: 2018-19